# Nisueta
Nisueta is een geslacht van spinnen uit de  familie van de Sparassidae (jachtkrabspinnen).

## Soorten
- Nisueta affinis Strand, 1906
- Nisueta flavescens Caporiacco, 1941
- Nisueta kolosvaryi Caporiacco, 1947
- Nisueta quadrispilota Simon, 1880
- Nisueta similis Berland, 1922